# El Evangelio según Jesucristo
El Evangelio según Jesucristo (título original: O Evangelho Segundo Jesus Cristo) es una novela del escritor portugués, José Saramago, Premio Nobel de Literatura en 1998. Este libro causó una gran polémica, después de que varios sectores católicos lo tildasen como blasfemo.
La novela reescribe la vida de Jesucristo, utilizando los episodios que son presentados en los Evangelios canónicos, como un soporte sobre el que se fabula la historia. Aunque sigue -aproximadamente- la cronología de la vida de Jesucristo, pone un mayor énfasis en sus primeros años que en los Evangelios canónicos, y sobre todo la posible concepción, en un descuido de José.

## Resumen del argumento
El libro describe una historia alternativa a la vida de Jesucristo de como se muestra en la Biblia. Se comienza con la concepción de Jesús en la presencia espiritual de Dios. El nacimiento de Jesús es anunciado por un misterioso personaje que dice ser un ángel. Más tarde, en Belén, Jesús nace en una cueva, y tres pastores (incluido el "ángel") llegan a visitarlo. 
Como se describe en el Evangelio de Mateo, Herodes se entera del nacimiento del Rey de los Judíos, que en El Evangelio según Jesucristo es anunciado en sueños por el profeta Miqueas. Como consecuencia, Herodes ordena la matanza de los recién nacidos. José se entera del plan al escucharlo de boca de unos soldados en Jerusalén y corre a Belén para salvar a su hijo recién nacido. Como no alerta a los betlemitas de la inminente masacre, Dios le castiga enviándole un sueño en el que es soldado de Herodes y se dirige a Belén a matar a su hijo. 
Más tarde, cuando Jesús llega a los doce años, José es crucificado por los romanos, que por error lo confunden con un rebelde zelote. Desde la noche de la muerte de su padre Jesús hereda su pesadilla. Aprende de su madre acerca de la matanza, y crece al margen de su familia, entre los que ya no puede vivir en paz. Él deja a la familia y Nazaret y hace su camino a Jerusalén, donde se presenta en el Templo, de ahí va a Belén. 
Trabaja como aprendiz de un pastor (llamado El Pastor que se entiende como el Diablo y el misterioso "ángel" que se mencionó anteriormente). El Pastor le enseña a valorar el trabajo propio y a estar satisfecho con lo poco que tiene. Finalmente, se reúne con Dios en el desierto. Dios fuerza a Jesús a sacrificar su oveja favorita y le dice tiene un destino para él. Cuando Jesús regresa le cuenta lo sucedido al Pastor, el viejo le reprende y le pide que se marche porque no ha aprendido nada. Jesús hace el camino de vuelta a casa a través del mar de Galilea, donde descubre un sorprendente talento para la captura de peces innumerables. Después marcha a Magdala, donde encuentra y se enamora de María Magdalena, y luego continúa de vuelta a casa a Nazaret. 
Jesús no es creído por su familia, por lo que los abandona una vez más y vuelve con María Magdalena para vivir con ella como marido y mujer (aunque sin ninguna boda formal). En Magdala decide partir al mar de Galilea a buscar trabajo con los pescadores en el mar de Galilea. Un día que sale al mar él solo, es visitado por Dios y el Diablo. Dios le habla de su plan para que Jesús funde el cristianismo, porque Dios está molesto por haber sido sólo el Dios de una raza, y que los demás dioses parecen obtener toda la gloria. Jesús está en un principio en contra de lo que ve como un plan egoísta de Dios, obligándole a soportar grandes sufrimientos, pero Dios le hace ver que en realidad no tiene otra opción, porque Dios es todopoderoso. 
Jesús se convierte en un profeta de Dios, continuando con los milagros y también la predicación. Se hace detener a sí mismo en una maniobra para desbaratar el plan de Dios, y trata de destruir su propia credibilidad, intentando morir como hijo de José y no de Dios, diciendo a los sacerdotes: "Soy el hijo del Hombre". Sin embargo, la novela termina con Jesús crucificado y percatándose de que en realidad no cambió nada y que el plan de Dios sigue en pie, que al fin y al cabo había hecho la voluntad de Dios cuando creía seguirla y cuando creía no hacerlo.

## Detalles de la publicación
- Tapa dura, 1994: ISBN 978-0-15-136700-9
- Libro en tapa blanda, 1994 ISBN 978-0-15-600141-0
- Libro en tapa blanda, 1999: ISBN 978-1-86046-684-7